# Gabriel Czech, Auto-Fabrik Mährisch-Ostrau
Gabriel Czech, Auto-Fabrik Mährisch-Ostrau war ein Hersteller von Automobilen aus Österreich-Ungarn.

## Unternehmensgeschichte
Gabriel Czech gründete 1902 ein Unternehmen in Ostrava. 1907 begann die Produktion von Automobilen. Der Markenname lautete Czech. Im gleichen Jahr endete die Automobilproduktion. 1910 wurde aus dem Unternehmen Gabriel Czech, Auto-Fabrik Mährisch-Ostrau. Es ist nicht bekannt, wann das Unternehmen aufgelöst wurde.

## Fahrzeuge
Das erste Modell verfügte über einen Vierzylindermotor, der 12 bis 14 PS leistete. Die Motorleistung wurde über Ketten an die Hinterachse übertragen. Die Karosserieform Tonneau bot Platz für vier Personen. Bei einem Radstand von 245 cm betrug die Fahrzeuglänge 345 cm, die Fahrzeugbreite 135 cm und die Fahrzeughöhe 160 cm. Das Leergewicht war mit 870 kg angegeben, und die Höchstgeschwindigkeit mit 20 km/h.
Das kleinere Modell hatte einen V2-Motor. Der Motor leistete 4 PS. Die Höchstgeschwindigkeit betrug ebenfalls 20 km/h.